# Улугнорский район
Улугно́рский райо́н (тума́н; узб. Ulugʻnor tumani / Улуғнор тумани) — район на крайнем западе Андижанской области Узбекистана. Административный центр — городской посёлок Акалтын.

## История
Образован 26 декабря 1973 года. До 1996 года носил название Комсомолабадский район.

## Административно-территориальное деление
Район состоит одного городского посёлка (шахарча) и трёх сельских сходов граждан (кишлак-фукаролар-йигини), включающих 13 сёл:
- Городской посёлок Акалтын.

3 сельских схода граждан:
- Мингбулак,
- Мингчинар,
- имени Навои.

## Природа
Рельеф представлен равнинами с многочисленными горбами. Климат высоких субтропических нагорий. Средняя температура июля — +24...+28˚С, февраля — −4˚С. Вегетационный период составляет 235 дней. Среднегодовое количество осадков — 192—200 мм.
На территории района расположен Большой Ферганский канал. Берега рек и саев укреплены гранитом. Почвы преимущественно серозёмы, на адырах обогащены, в предгорьях — лучные серозёмы и слабые солончаки.